# Педемонте
Педемонте (італ. Pedemonte, вен. Pedemonte) — муніципалітет в Італії, у регіоні Венето, провінція Віченца.
Педемонте розташоване на відстані близько 460 км на північ від Рима, 100 км на північний захід від Венеції, 45 км на північний захід від Віченци.
Населення — 779 осіб (2014).

## Демографія
Населення за роками:

Станом на 1 січня 2023 року в муніципалітеті офіційно проживало 26 іноземців з 14 країн, серед них 4 громадяни країн Євросоюзу та 2 громадяни України.

## Сусідні муніципалітети
- Ластебассе
- Лавароне
- Лузерна
- Вальдастіко